# Austrochaperina macrorhyncha
Austrochaperina macrorhyncha е вид жаба от семейство Microhylidae. Видът не е застрашен от изчезване.

## Разпространение
Разпространен е в Индонезия.